# Idéateur (informatique)
Pour les articles homonymes, voir Idéateur.
 (septembre 2008).
Si vous disposez d'ouvrages ou d'articles de référence ou si vous connaissez des sites web de qualité traitant du thème abordé ici, merci de compléter l'article en donnant les références utiles à sa vérifiabilité et en les liant à la section « Notes et références ».
Un idéateur (néologisme canadien) ou « processeur d'idées » est un logiciel bureautique qui permet d'organiser des idées. Les tout  premiers « processeurs d'idées » étaient simplement des outils destinés à gérer le plan d'un texte.
En 2007, on distinguait trois types de logiciels idéateurs :
- logiciels organisateurs de texte ;
- logiciels de présentation graphique ;
- logiciels utilisant les graphes sémantiques.

## Logiciels organisateurs de texte
Les idées, c'est-à-dire des blocs de textes voire des images, sont organisées en lignes ou en paragraphes structurés de manière arborescente. Le système est très souple car l'utilisateur définit précisément la structure qui correspond à ses besoins et il peut éventuellement la modifier ensuite.
Cette très grande flexibilité explique pourquoi des idéateurs sont utilisables pour des taches extrêmement variées : agenda, répertoire téléphonique, outil de prises de notes, aide pour la création d'un site web ou d'un roman complet
À titre d'exemple, on peut citer les fonctionnalités en mode « plan » ((en) outline) du logiciel Microsoft Word. Il existait également des logiciels entièrement dédiés à la fonction « idéateur » comme ThinkTank (logiciel) (pour Windows) ou More (pour MacIntosh).
Ils ont été largement remplacés par des logiciels d'organisation de texte qui gèrent une arborescence de pages.
Également dans cette catégorie, les logiciels WikidPad et bLADE Wiki étendent la fonction d'organisation du texte en utilisant des hyperliens pour relier les paragraphes.

## Logiciels de présentation graphique
Le paradigme arborescent a ensuite été enrichi par une série de logiciels qui permettent de ranger les idées ou les paragraphes sans se limiter à une liste linéaire de lignes ou de paragraphes.
Ces logiciels permettent également d'inclure à la fois du texte et des graphiques
Les cartes graphiques ainsi créées peuvent servir à synthétiser un ensemble d'idées, mais aussi à gérer au quotidien une liste de tâches ou bien d'autres choses encore, notamment comme outils de réflexion collective.
Les synonymes sont « cartes conceptuelles », « cartes heuristiques ».

## Logiciels utilisant les graphes sémantiques
Abandonnant le mode arborescent, et sous l'influence de langages d'intelligence artificielle, tel Prolog, il est apparu une nouvelle classe d'outils conceptuels qui organisent les connaissances dans un réseau sémantique.
L'un des premiers est le logiciel Ideliance qui traite une information comme un triplet (objet, relation, objet). L'utilisateur peut créer différentes classes d'objets et de relations afin de structurer ses connaissances. Le logiciel gère ces « grains » de connaissances et peut répondre à des questions complexes, faisant émerger de nouvelles connaissances à partir des anciennes. Ce type de logiciel est encore peu développé.

## Logiciels idéateurs
| Nom                        | OS                               | Faits saillants | Remarques                                                                  |
| -------------------------- | -------------------------------- | --- | -------------------------------------------------------------------------- |
| GJots                      | - Linux                          | - La première ligne du contenu d'un item devient son titre - Formats d'exportation - HTML - XML - postscript - PDF - man - Autres formats | - Développé en Python                                                      |
| KeepNote                   | - Linux - Mac - Windows - Autres | - Formatage du texte - Prise en charge des images - Capture d'écran intégrée - Recherche - Drag & Drop - Pièces jointes - Icônes personnalisables - Correcteur orthographique - Gestion des fenêtres multiples et des onglets - Historique de navigation dans les notes (boutons avant/arrière) - Exportation en HTML - Extensible (modules d'importation depuis Basket, NoteCase, fichiers texte...) - utilisable depuis un support amovible (comme une clé USB) | - Développé en Python - Notes sauvegardées dans une base de données SQLite |
| KeyNotes                   |                                  | |                                                                            |
| KJots                      |                                  | |                                                                            |
| Leo                        |                                  | |                                                                            |
| MyInfo                     | - Windows                        | - Formatage du texte - Drag & Drop - Images - Formats d'exportation - HTML - RTF - texte |                                                                            |
| MyNotex                    | - Linux                          | - Mise en forme du texte - Pièces jointes - Mots-clés - Recherche - Classement des notes par sujet - Chiffrement - Importation depuis plusieurs types de source: - Fichiers texte - Documents texte d'OpenOffice.org ou de LibreOffice - Notes de Tomboy ou de Gnote - Autres fichiers MyNotex - Exportation en HTML | - Notes sauvegardées dans une base de données SQLite                       |
| Neomem                     |                                  | |                                                                            |
| NoteCase                   | - Linux - Mac - Windows - Autres | - Drag & Drop - Liens internes et externes - Images - Chiffrement - Compression - Pièces jointes - Icônes personnalisables - Formats d'importation - Gjots - StickyNotes - Formats d'exportation - Exécutable (exe) - texte - HTML | - N'est plus supporté                                                      |
| NoteCase Pro               | - Linux - Mac - Windows - Autres | - Les mêmes que la version standard |                                                                            |
| NoteKeeper                 |                                  | |                                                                            |
| SEO Note                   |                                  | |                                                                            |
| STAR My Data Safe          | - Mac - Windows                  | - Richtext - Chiffrement |                                                                            |
| Total Text Container       |                                  | |                                                                            |
| Treepad                    |                                  | |                                                                            |
| TuxCards                   | - Linux - Mac - Windows          | - Richtext - Images - L'état de l'arborescence est sauvegardé - Drag & Drop - Chiffrement - Possibilité de fixer une date d'expiration aux notes - Icônes personnalisables - Disponible en ligne de commande | - Nécessite Qt 4.x                                                         |
| Vim Outliner, a vim plugin | - Linux - Mac - Windows          | - Rapide |                                                                            |

Il est possible d'utiliser Vim, Emacs, ou tout autre éditeur de texte, comme idéateur.
Pour les logiciels de présentation graphique, consulter la partie logiciels de cartographie mentale dans l'article sur les cartes heuristiques.

## Sites internet idéateurs
- Action Manager
- Loose Stitch
- Remember the milk
- The Outliner of Giants
- Todoist
- Workflowy